# キズナ (Hi-Fi CAMPの曲)
「キズナ」は、Hi-Fi CAMPの1枚目のシングルである。2008年6月4日発売。

## 作品概要
- Hi-Fi CAMPのデビューシングルである。
  - Hi-Fi CAMPのシングルの中ではオリコンチャート最高位であり、彼らの代表曲となっている。
- 初回盤と通常版の2種類ある。なお、Hi-Fi CAMPのシングルで本作の次に初回盤・通常盤の2種類がリリースされたのは、2010年の「夢の向こうへ」である。

## 収録曲
1. キズナ
  - 作詞：KIM・SOYA / 作曲：Hi-Fi CAMP / 編曲：AIBA
  - 奈良テレビ「高校野球奈良県大会中継」2008年度テーマソング
  - 映画「僕の彼女はサイボーグ」挿入歌
  - TBS系「恋するハニカミ!」2008年7月度エンディングテーマ
  - TBCテレビ 2008年「TBC Exciting Ballpark」オープニングテーマ
2. Summer・D・Live
  - 作詞：KIM・SOYA / 作曲：Hi-Fi CAMP / 編曲：AIBA
  - 「2008夏 HONDA CARS東北」TVCMソング